# Gladicosa euepigynata
Gladicosa euepigynata är en spindelart som först beskrevs av Montgomery 1904.  Gladicosa euepigynata ingår i släktet Gladicosa och familjen vargspindlar. Inga underarter finns listade i Catalogue of Life.